# Municipio de Mill Creek (condado de Sevier)
El municipio de Mill Creek (en inglés: Mill Creek Township) es un municipio ubicado en el condado de Sevier en el estado estadounidense de Arkansas. En el año 2010 tenía una población de 104 habitantes y una densidad poblacional de 1,32 personas por km².

## Geografía
El municipio de Mill Creek se encuentra ubicado en las coordenadas 34°8′29″N 94°25′35″O / 34.14139, -94.42639. Según la Oficina del Censo de los Estados Unidos, el municipio tiene una superficie total de 78.56 km², de la cual 77,91 km² corresponden a tierra firme y (0,83 %) 0,65 km² es agua.

## Demografía
Según el censo de 2010, había 104 personas residiendo en el municipio de Mill Creek. La densidad de población era de 1,32 hab./km². De los 104 habitantes, el municipio de Mill Creek estaba compuesto por el 86,54 % blancos, el 0,96 % eran afroamericanos, el 2,88 % eran amerindios, el 7,69 % eran de otras razas y el 1,92 % eran de una mezcla de razas. Del total de la población el 8,65 % eran hispanos o latinos de cualquier raza.